# 圣皮埃尔-德沙特勒斯
圣皮埃尔-德沙特勒斯（法語：Saint-Pierre-de-Chartreuse，法語發音：[sɛ̃ pjɛʁ də ʃaʁtʁøz]）是法国伊泽尔省的一个市镇，位于该省中北部，因地处沙特勒斯山地区而得名，属于格勒诺布尔区。

## 地理
圣皮埃尔-德沙特勒斯（45°20'33"N, 5°48'56"E）面积80.12 平方千米，位于法国奥弗涅-罗讷-阿尔卑斯大区伊泽尔省，该省份为法国东南部内陆省份，北起顺时针与安省、萨瓦省、上阿尔卑斯省、德龙省、阿尔代什省、卢瓦尔省和罗讷省。
与圣皮埃尔-德沙特勒斯接壤的市镇（或旧市镇、城区）包括：圣皮埃尔当特勒蒙、普罗韦雪、吉耶河畔圣克里斯托夫、圣伊米耶、滨河圣约瑟夫、圣洛朗迪蓬、圣纳泽尔莱塞姆、勒萨佩昂沙特勒斯、萨尔瑟纳、小岩高原镇、拉叙尔昂沙特勒斯。

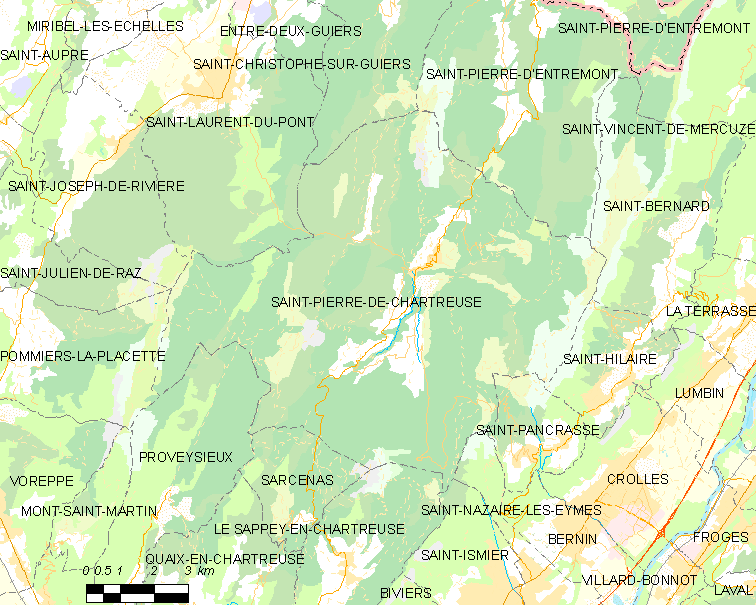
圣皮埃尔-德沙特勒斯的OSM定位图

圣皮埃尔-德沙特勒斯的时区为UTC+01:00、UTC+02:00（夏令时）。

## 行政
圣皮埃尔-德沙特勒斯的邮政编码为38380，INSEE市镇编码为38442。

## 政治
圣皮埃尔-德沙特勒斯所属的省级选区为沙特勒斯-吉耶县。

## 人口

1962-2008年间圣皮埃尔-德沙特勒斯人口变化图示

圣皮埃尔-德沙特勒斯于2022年1月1日时的人口数量为935人。